# نمازخانه کوچک من
نمازخانه کوچک من مجموعه داستانی نوشته هوشنگ گلشیری برای اولین‌بار در سال ۱۳۵۴ توسط نشر زمان در ۱۳۲صفحه و با قیمت ۱۱۰ریال وارد بازار شد. ابن مجموعه شامل داستان‌های: «نمازخانه کوچک من»، «عکسی برای قاب عکس خالی»، «هر دو روی سکه»،«گرگ»، «عروسک چینی من»، «معصوم۱»، «معصوم۲»، «معصوم۳»، «معصوم۴» می‌باشد. تعدادی از این داستان‌ها بعد از مرگ هوشنگ گلشیری و با نظارت همسر وی، فرزانه طاهری و همچنین با نظارت سیروس طاهباز از طرف نشر نیلوفر و با عنوان «نیمه تاریک ماه» به‌همراه تعدادی دیگر از داستان‌های کوتاه روانه بازار شد.
در داستان «نمازخانه کوچک من» هوشنگ گلشیری داستان مردی شش انگشتی را روایت می‌کند که زایده‌ای گوشتی در پای راست خود دارد و این موضوع به شیوه‌های گوناگون زندگی او را در سنین مختلف تحت تاثیر خود قرار داده‌است. این موقعیت جسمی کاملاً خاص، برای راوی داستان تبدیل به چیزی شده که او را از تمام اطرافیانش جدا می‌کند.
داستان «گرگ» در این مجموعه جز یکی از اولین داستان‌های کوتاه در ژانر گوتیک در ادبیات فارسی به‌شمار می‌آید. مردی به‌همراه همسرش برای معلمی به روستایی آمده‌اند. داستان در زمستانی برفی روایت می‌شود. زن از گرگی که هر شب به حیاط خانه‌شان می‌آمده می‌ترسد ولی مرد برخلاف او، هیچ اثری از گرگ پیدا نمی‌کند.

## منبع
- چاپ اول: تهران، کتاب زمان، ۱۳۵۴، ۱۳۲ صفحه. چاپ دوم: زمان، ۱۳۵۴، که اندکی بعد نسخه‌های آن از کتاب فروشی‌ها جمع شد. چاپ دوم: تهران، کتاب زمان، ۱۳۵۶. چاپ سوم: تهران، کتاب تهران، ۱۳۶۴